# Dębice (województwo zachodniopomorskie)
Dębice (do 1945 niem. Eichenwalde) – wieś w Polsce, położona w województwie zachodniopomorskim, w powiecie goleniowskim, w gminie Maszewo.
Wieś leży przy drodze wojewódzkiej nr 106, 6 km na północny wschód od Maszewa.
Jedna z większych wsi gminy Maszewo. Zabudowa mieszkaniowa (jedno- i wielorodzinna), usługowa i przemysłowa. We wsi znajduje się szkoła podstawowa oraz boisko do gry w piłkę nożną klubu sportowego Dąb Dębice. Główna zabudowa wsi wzdłuż drogi wojewódzkiej nr 106. W kierunku wschodnim wzdłuż drogi powiatowej Dębice-Bagna położona jest Kolonia Dębice będąca integralną częścią wsi.

## Historia
Początkowo wieś nazywała się Faulen Benz w 1884 roku rodzina Heller dokonała zmiany nazwy wsi na Eichenwalde, którą zmieniono w 1945 r. na Dębice. Pierwsza wzmianka o wsi pochodzi z 1339 r. W XV w. wieś była lennem rodu Wager i Mildenitz. W 1550 r. ród Wager odkupił i połączył obie części majątku.
W roku 1872 do wsi należało 830 mórg ziemi w skład wsi wchodziło: 6 gospodarstw pełnorolnych, 8 zagrodniczych i 3 gospodarstwa chałupnicze. We wsi było 13 budynków mieszkalnych oraz szkoła, a liczba mieszkańców wynosiła 131 osób.
W początkach XX wieku wieś rozbudowała się w wyniku parcelacji gruntów folwarcznych. W latach 30. XX wieku w Dębicach było 507 mieszkańców zajmujących 76 budynków mieszkalnych, 106 gospodarczych. Po 1945 r. ziemie użytkowało PGR a częściowo rolnicy indywidualni. Z lokalnego rolnictwa pochodzą miody dębickie, polski produkt tradycyjny.
W latach 1945–1954 i 1973-1976 miejscowość była siedzibą gminy Dębice. W latach 1954–1972 wieś należała i była siedzibą władz gromady Dębice. W latach 1975–1998 miejscowość administracyjnie należała do województwa szczecińskiego.

## Folwark
Folwark i wieś folwarczna mają metrykę średniowieczną.
W XVII i XVIII wieku dobra były wielokrotnie dzielone w wyniku sukcesji pomiędzy członków rodu. W 1777 rozdrobniony majątek scalił A.F. Wager, który przeprowadził meliorację gruntów i wybudował wiatrak. Od roku 1795 przez cały wiek XIX majątek 10 razy zmieniał właścicieli. W roku 1872 majątek zakupiła rodzina Heller, było tu 16 budynków mieszkalnych, młyn wodny oraz 13 innych zabudowań, a liczba mieszkańców wynosiła 200 osób. W roku 1892 we wsi była już gorzelnia i cegielnia, a zespół folwarczny uległ znaczącej rozbudowie. Między rokiem 1905 a 1914 dokonano parcelacji ziem dworskich. Powstały wówczas nowe kolonie. W 1914 roku folwark, własność E. Stock'a, określono jako resztówkę. Ostatnim właścicielem przed 1939 rokiem był K. Winter; areał ziem folwarcznych wynosił wówczas 302 ha.

## Kościół w Dębicach
Stary kościół ze średniowiecza wzniesiony w XV w. uległ zniszczeniu w czasie wojny, a na jego fundamentach w latach 70. wybudowano nową świątynię, według projektu Tymczyszyn. Jest to kościół na planie prostokąta, kryty dwuspadowym dachem z oszklonymi szczytami, które są jedynym oświetleniem wnętrza. Strop kościoła jest odkryty do połaci dachu 2-spadowego. Na osi szczytu wschodniego znajduje się przypora pełniąca również funkcję dzwonnicy. Do południowej ściany kościoła dobudowano budynek pełniący funkcje kancelaryjno-katechetyczne. Nowy kościół pw. Świętej Rodziny poświęcił 12.06.1983 ks. bp Jan Gałecki.